# ۶۲ (قمری)
۶۲ (قمری)، شصت و دومین سال در گاهشماری هجری قمری است. اول محرم این سال برابر با بیست و سوم سپتامبر سال ۶۸۱ میلادی است.

## درگذشتگان
- ۱ صفر - لیلا دختر ابی مره همسر حسین بن علی

- ۱۵ رجب - زینب کبری دختر علی بن ابی‌طالب

- رباب همسر حسین بن علی

- ۱۸ ذی القعده - ام سلمه همسر پیامبر